# Horjul (kommun)

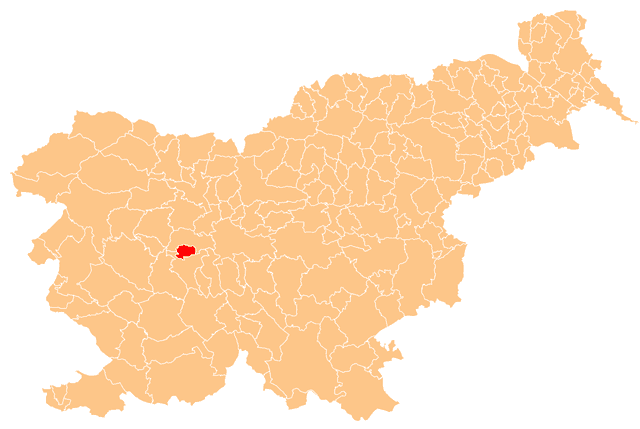
Horjuls läge i Slovenien

Horjul (slovenska: Občina Horjul) är en kommun i västra Slovenien. Kommunens administrativa huvudort är Horjul. Den hade 2 622 invånare (2002).